# Carl Friedrich Leopold von Gerlach

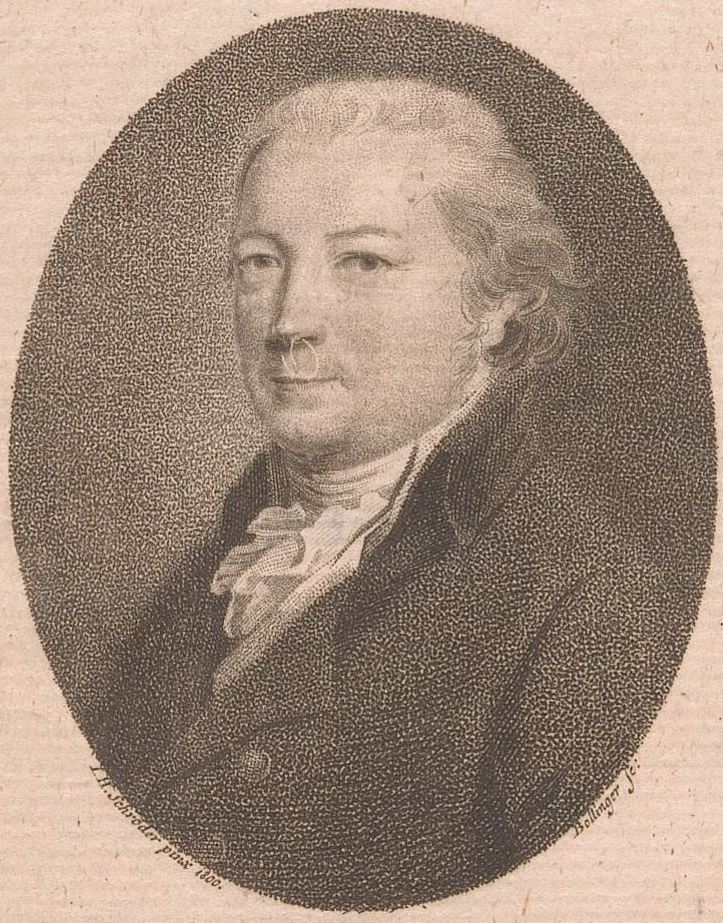
Leopold von Gerlach, 1800/1801

Carl Friedrich Leopold von Gerlach (* 25. August 1757 in Berlin; † 8. Juni 1813 ebenda) war von 1809 bis 1813 der Oberbürgermeister Berlins.

## Leben
Geboren wurde Leopold von Gerlach als dritter Sohn des Geheimen Oberfinanzrats Friedrich Wilhelm von Gerlach (1711–1780) und seiner Frau Sophie, geb. Coeper (1719–1759).
Er war begütert auf den Rittergütern Ganzkow, Schötzow, Mechenthin und Rützow (Mitbesitzer von Rützow b) im Kreis Fürstenthum, Hinterpommern. 1805 verkaufte er die ersteren drei und erwarb dafür das Gut Rohrbeck im Kreis Königsberg in der Neumark. In die Öffentlichkeit trat er als Präsident der Kriegs- und Domänenkammer der Kurmark mit Sitz in Berlin sowie später als Geheimer Oberfinanzrat (entspricht der Position des Finanzministers).
Nach der neuen Städteordnung vom 19. November 1808 und der darauf folgenden Wahl der Berliner Stadtverordnetenversammlung wurde Leopold von Gerlach am 25. April 1809 zum Vorsitzenden der Stadtverordnetenversammlung gewählt und am 1. Mai 1809 zusammen mit zwei anderen Kandidaten von den Stadtverordneten für den Posten des Oberbürgermeisters vorgeschlagen. Von Gerlach zögerte zwar, den Posten anzunehmen, willigte dann jedoch in einem Schreiben an König Friedrich Wilhelm III. ein, der die Wahl am 8. Mai 1809 bestätigte. Berlin war zu dieser Zeit von der französischen Armee unter Napoleon I. besetzt. In seine Amtszeit fällt auch die Gründung der Berliner Universität, der heutigen Humboldt-Universität zu Berlin.
Der wohl größte Teil des Nachlasses Leopold von Gerlachs, darunter vor allem familieninterne Korrespondenzen und dienstliches Schriftgut, befindet sich heute im Gerlach-Archiv an der Friedrich-Alexander-Universität Erlangen-Nürnberg.

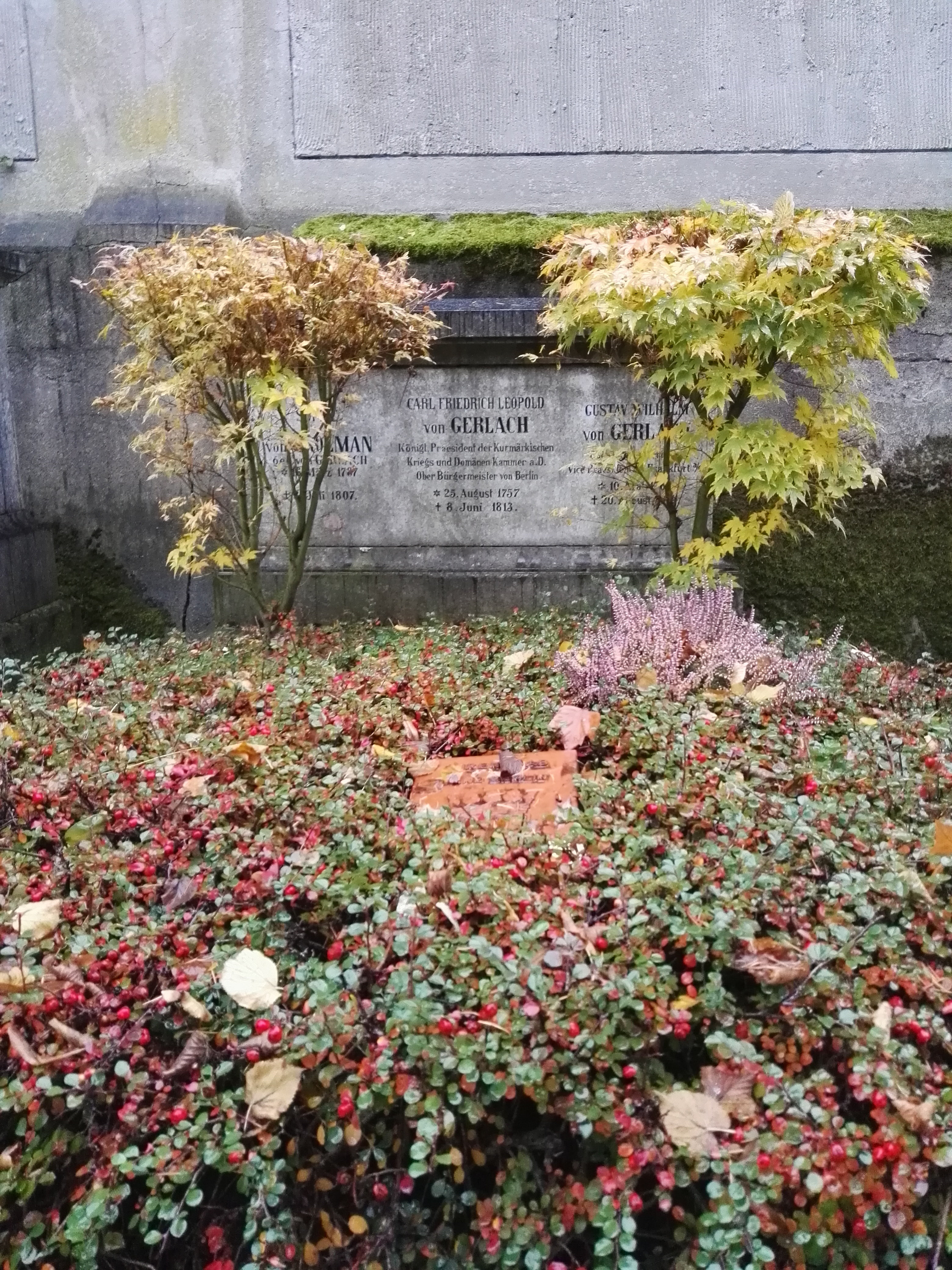
Grabstätte von Leopold von Gerlach, 2016

Er ist auf dem Dom-Friedhof II in Berlin-Wedding an der rechten Mauer in Grab I-74/75 bestattet. Sein Grab ist als Ehrengrab der Stadt Berlin gewidmet.

## Familie
Er heiratete im April 1786 Agnes von Raumer (1761–1831), die älteste Tochter von Leopold von Raumer (1726–1788), Regierungsdirektor in Anhalt-Dessau, und dessen Ehefrau Anna Eleonore von Waldow. Das Paar hatte mehrere Kinder:
- Sophie Eleonore (* 16. März 1787; † 3. Juli 1807) ⚭ 1804 Karl von Grolman (1777–1843)
- Gustav Wilhelm (* 10. Mai 1789; † 20. August 1834), Vizepräsident des Oberlandesgerichts in Frankfurt an der Oder ⚭ 1820 Ida Julia Mathilde von Chambaud-Charrier (* 12. Januar 1800; † 10. April 1830), Eltern von Friedrich von Gerlach
- Ludwig Friedrich Leopold (* 17. September 1790; † 10. Januar 1861) ⚭ 1819 Johanna von Küssow (1796–1857)
- Ernst Ludwig (* 7. März 1795; † 18. Februar 1877), preußischer konservativer Politiker
 ⚭ Auguste von Oertzen (1802–1826)
 ⚭ 1829 Luise von Blankenburg (1805–1858)
- Karl Friedrich Otto (* 12. April 1801; † 24. Oktober 1849), Theologe ⚭ 1835 Pauline von Blankenburg (1804–1887)

Sein zweitältester Sohn Leopold war preußischer General und Politiker, sein dritter Sohn Ernst Ludwig wurde Richter und ebenfalls Politiker sowie Publizist. Beide waren maßgeblich an der Entstehung der Konservativen Partei Preußens beteiligt.
Sein älterer Bruder Ludwig Wilhelm August von Gerlach (* 1751; † 1809) wurde Präsident des Hofgerichts Köslin in Hinterpommern.